# Busko (jezioro)
Busko (niem. Busch See) – jezioro przepływowe na Pojezierzu Łagowskim, w powiecie słubickim, w gminie Rzepin.

## Charakterystyka
Jezioro jest położone w dolinie rzeki Ilanka, około 4 km na północ od Rzepina. Najbliższą miejscowością jest oddalona o 1 km na wschód osada Brodniki.  Jezioro w swojej północnej części silnie zeutrofizowane, pomimo trudno dostępnych brzegów zagospodarowane przez PZW.